# Sara Matthieu
Sara Matthieu (nascida em 21 de maio de 1981) é uma política belga do partido Groen que atua como membro do Parlamento Europeu pela Bélgica desde 2020.

## Carreira política
Em 2020, Matthieu sucedeu a Petra De Sutter, que teve de renunciar ao seu mandato como membro do Parlamento Europeu para ingressar no governo do primeiro-ministro Alexander De Croo. No parlamento, desde então ela tem servido no Comité de Comércio Internacional. Além das suas atribuições de comissão, ela faz parte da delegação do parlamento para as relações com os países do Sul da Ásia.